# Unity (entorn d'escriptori)
Unity és un shell creat per l'entorn d'escriptori GNOME, i desenvolupat per Canonical per al sistema operatiu Ubuntu. El seu primer llançament es va realitzar en la versió 10.10 d'Ubuntu Netbook Remix. Va ser dissenyat amb el propòsit d'aprofitar l'espai en pantalles petites dels netbooks, especialment l'espai vertical.|

## Història
Al maig de 2010, Mark Shuttleworth va anunciar Unity, una interfície d'usuari per a l'escriptori d'Ubuntu.
Unity inicialment va ser creat a causa de les diferències en disseny i experiència d'usuari del shell d'escriptori GNOME Shell, però Unity també és un shell creat per a l'entorn d'escriptori GNOME, per tant, tots dos compleixen un mateix objectiu però amb una filosofia d'ús diferent.
Per al llançament d'Ubuntu Netbook Edition 10.10, es precisava per a l'execució d'Unity un maquinari gràfic (GPU) amb un bon acompliment, i aquest fet va causar critiques per part d'usuaris de la gamma baixa de computadors d'escriptori. Un dels causants de l'alta exigència en maquinari gràfic seria el compositor de finestres Mutter, que va resultar ser molt lent en equips de baixos requeriments. Aquest problema promptament seria solucionat per al proper llançament d'Ubuntu, amb la incorporació de Compiz, gràcies al seu ampli desenvolupament i suport en diferents tipus de maquinari, i finalment brindant una notable millora de velocitat en les seves primerenques etapes d'incorporació en el desenvolupament d'Unity.
A l'octubre de 2010, es va anunciar que Unity s'utilitzaria en la versió d'Ubuntu per a computadores d'escriptori, a causa de fusió d'aquesta versió amb la usada en netbooks.
Al novembre de 2010, Mark Shuttleworth va anunciar que en les futures versions d'Ubuntu, Unity s'implementarà en el servidor gràfic Wayland, i no en l'X.
El gener de 2012, s'anuncia que Unity 2D serà utilitzat a Ubuntu TV, el qual va ser presentat durant la fira tecnològica CES.
A partir d'octubre de 2012, en el llançament d'Ubuntu 12.10, s'abandonarà el desenvolupament de Unity 2D i es concentrarà tot el desenvolupament només a la interfície Unity (3D), el qual utilitza el set d'eines d'interfície Nux, i utilitzarà OpenGL ES pel fet que el gestor de finestres Compiz serà portat a aquest. Amb això la interfície d'Ubuntu TV es passaria a Unity (3D) i només existiria un entorn per a Ubuntu, però amb nous controladors per a ordinadors de gamma baixa.
El març de 2013, es va anunciar el seu successor, Unity Next, a diferència del seu antecessor que utilitza Compiz i Nux per sub - hi com a interfície en Ubuntu, Unity Next va ser construïda purament en QML/Qt i fent ús directe de OpenGL. Unity Next s'espera que estigui disponible per a tots els dispositius amb Ubuntu (escriptori, telèfon, tablet, televisor) l'abril de 2014.
A l'abril de 2017 (05/04/2017) Canonical anuncia que abandona Unity Next i la seva idea de convergència amb els dispositius mòbils per a tornar a Gnome i centrar-se amb l'entorn de l'Internet de les Coses (IoT).

## Interfície d'usuari
Està composta dels següents elements:
- Llançador: Situat al costat esquerre de la pantalla, s'utilitza per albergar accessos directes a les aplicacions que es desitgin, i també com a funció de llista de finestres.
- Llocs: Es despleguen a pantalla completa per mostrar els arxius i aplicacions de l'usuari, brinda un cercador i categories d'aplicacions.
- Panell: Situat en la part superior de la pantalla, s'utilitza per desplegar els menús i indicadors.
- Escriptoris: Tots els escriptoris es despleguen en pantalla per a un ràpid canvi d'escriptoris.

El llançador, en la seva versió en desenvolupament, inclourà llistes ràpides per a aplicacions, comptadors numèrics de notificació, i barres de progrés depenent de l'aplicació, i es llançarà un API perquè els desenvolupadors puguin fer ús d'aquestes funcions. El llançador d'Unity utilitzarà la funció «Intellihide», solament s'ocultarà quan estigui utilitzant espai en una finestra o una finestra minimitzada s'apropi al llançador. També es podran arrossegar arxius al llançador perquè l'aplicació predetermina pugui obrir-los, i si l'aplicació per obrir aquests arxius no es troba en el llançador, no els obrirà. Els llocs i aplicacions o «Lenses», podran fer ús de funcions de cerca relacionats amb llocs d'Internet, gràcies a un API que estarà disponible per a desenvolupadors.